# Skrzętla-Rojówka
Skrzętla-Rojówka – wieś w Polsce położona w województwie małopolskim, w powiecie nowosądeckim, w gminie Łososina Dolna.
W latach 1975–1998 wieś administracyjnie należała do województwa nowosądeckiego.

## Położenie
Miejscowość położona jest w Paśmie Łososińskim Beskidu Wyspowego, na północno-zachodnich, opadających do doliny rzeki Łososina stokach Babiej Góry i Chełmu. Do miejscowości dochodzi droga z sąsiedniego Świdnika, ślepo kończąca się pod szczytem Babiej Góry.

## Integralne części wsi
| SIMC    | Nazwa      | Rodzaj    |
| ------- | ---------- | --------- |
| 0448114 | Babia Góra | część wsi |
| 0448120 | Brzezie    | część wsi |
| 0448137 | Pokudłane  | część wsi |
| 0448143 | Rojówka    | część wsi |

## Turystyka i rekreacja
Miejscowość ma znaczenie turystyczne. Z wysoko położonych pól roztaczają się szerokie widoki na Jezioro Rożnowskie, Pogórze Wiśnickie, Beskid Sądecki i ostatnie na północny wschód wzniesienia Beskidu Wyspowego. Przez wieś prowadzą dwa szlaki turystyczne. Jest też często odwiedzana przez paralotniarzy. Na odkrytej przełęczy pomiędzy Babią Górą a Jaworzem znajduje się bowiem oficjalne ich startowisko.
 niebieski szlak turystyczny Tarnów – Wielki Rogacz, odcinek z Łososiny Dolnej do Limanowej grzbietem Pasma Łososińskiego
 żółty od przystanku kolejowego w Męcinie do skrzyżowania ze szlakiem niebieskim przy kaplicy Matki Bożej Częstochowskiej w przysiółku Babia Góra, należącym do Skrzętli.

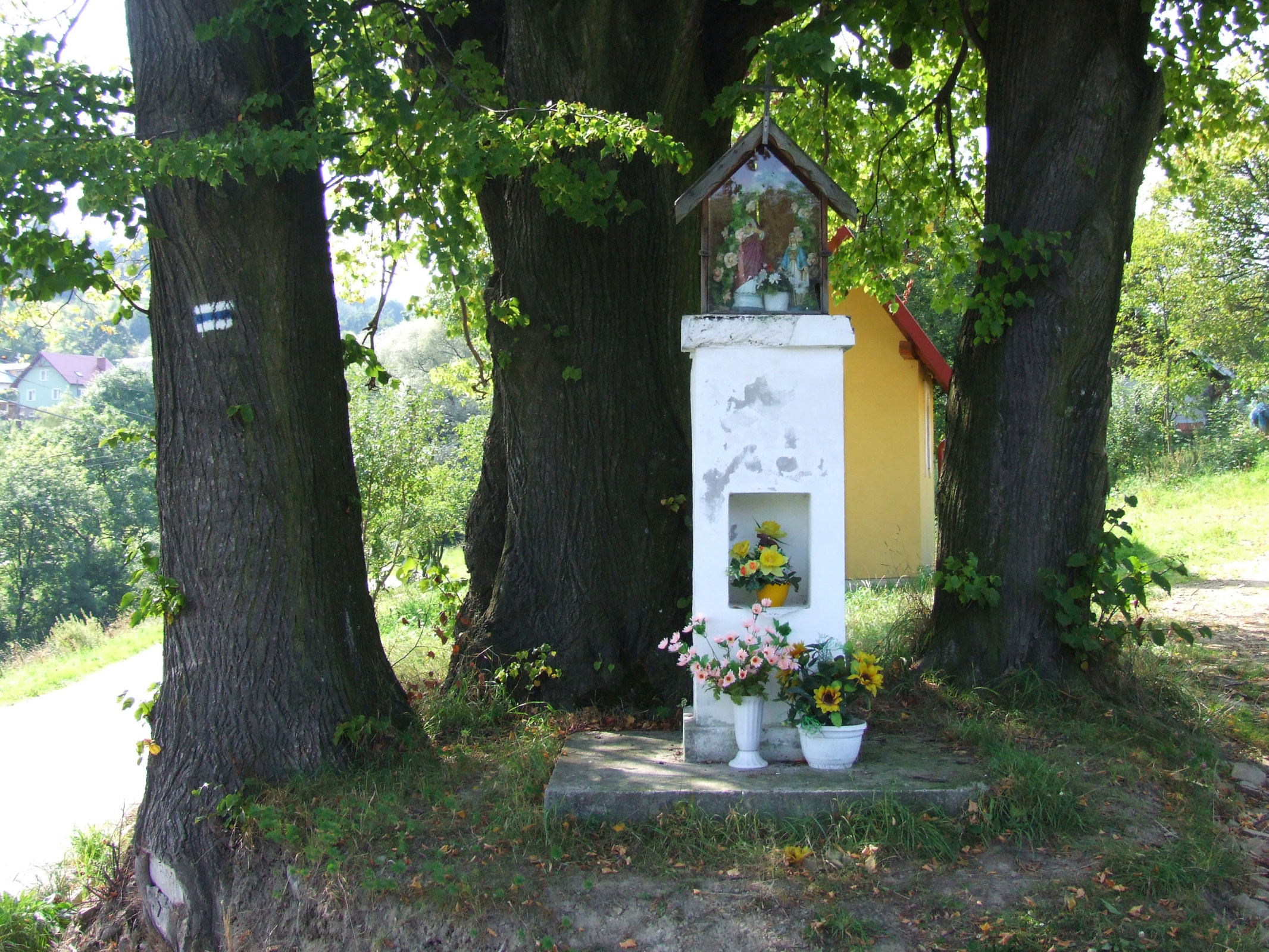
Przydrożna figurka pod szczytem Babiej Góry